# Língua foodo
Foodo (ISO 639-3 FOD) é uma língua [línguas guang|[Guang]] falada dentro e ao redor da cidade de Sèmèrè I no norte de Benim. Existem aproximadamente 37mil falantes (conforme estimativa mais recente e adicionando a taxa de crescimento estimada de 3,2% a ano para Benim). Uma grande proporção da população vive além da pátria em outras partes de Benin, bem como na vizinha Togo, Nigéria etambém em  Gana, onde pode haver até uns 1.000.

## História
A linguagem tem sua origem em Gana. Aproximadamente 200 a 300 anos atrás, um grupo de falantes  Guang migraram do sul de Gana para Sèmèrè ao longo da antiga rota comercial de cola que se estendia por Togo e Benin para Nigéria. As várias origens dos falantes Foodo ainda são pereceptíveis nos nomes de clãs. "

## Antecedentes sociolinguísticos
Foodo é um dos idiomas nacionais do Benin. No contexto sociopolítico beninês é interpretado como significado de todos os idiomas africanos falados dentro das fronteiras do país.
O Foodo tem vínculos históricos e culturais próximos através do Islã tribo Togo, gerallmente conhecida como Kotokoli, dentro e ao redor da cidade de Sokode em Ir. Muitos Foodo são bilíngues na [[língua tem], essa como uma língua comercial.

## Fonologia

### Consoantes
Foodo possui 24 fonemas consoantes. Consoantes apresentadas entre parênteses são encontrados apenas em palavras de empréstimo de outras línguas. 
|             |             | Bilabial | Alveolar | Palatal | Velar | Labial-velar | Glotal |
| ----------- | ----------- | -------- | -------- | ------- | ----- | ------------ | ------ |
| Oclusiva    | surda       | p        | t        |         | k     | kp k͡p        |        |
| Oclusiva    | sonora      | b        | d        |         | g     | gb ɡ͡b        |        |
| Fricativa   | surda       | f        | s        | c t͡ʃ    |       |              | h (h)  |
| Fricativa   | [sonora     | v (v)    | z (z)    | j d͡ʒ    |       |              |        |
| Nasal       | Nasal       | m        | n        | ny ɲ    | ŋ     | ŋm ŋ͡m        |        |
| Aproximante | Aproximante |          | l r (r)  | y j     | w     |              |        |

### Vogais
Como outras línguas Guang, Foodo tem nove vogais fonêmicas, Como a extensão da vogal é contrastivo, resulta num total de 18 [vogais.

#### Curtas
|                                | Anterior                       | Anterior                       | Posterior                      | Posterior    |  |
| ------------------------------ | ------------------------------ | ------------------------------ | ------------------------------ | ------------ |  |
|                                | Não arredondada                | Não arredondada                | Arredondadas                   | Arredondadas |  |
| Raiz da língua avançada (-ATR) | Raiz da língua avançada (+ATR) | Raiz da língua avançada (-ATR) | Raiz da língua avançada (+ATR) |              |  |
| Medial                         | ɩ ɪ                            | i                              | ʊ                              | u            |  |
| Medial                         | ɛ                              | e                              | ɔ                              | o            |  |
| Aberta                         | a                              |                                |                                |              |  |

#### Longas
|        | Não arredondada                | Não arredondada                | Arredondada                    | Arredondada                    |
|        | Raiz da língua avançada (-ATR) | Raiz da língua avançada (+ATR) | Raiz da língua avançada (-ATR) | Raiz da língua avançada (+ATR) |
| Medial | ɪ:                             | i:                             | ʊ:                             | u:                             |
| Medial | ɛ:                             | e:                             | ɔ:                             | o:                             |
| Aberta | a:                             |                                |                                |                                |

### Tons
Foodo é uma língua tonal, o que significa que as diferenças tons são usadas para distinguir uma palavra da outra. Esses contrastes podem ser fr forma léxica] ou gramatical.
Existem dois [[tom|tons, Alto (H) e Baixo (L).
Foodo também possui rebaixamento automático, onde um H seguindo um L é sempre pronunciado numa tonicidade mais baixa que o H anterior dentro da mesma frase fonológica. Numerosos processos tonais ocorrem quando as palavras são colocadas no contexto.

### Estrutura silábica
Nas formas subjacentes, existem cinco tipos possíveis de sílaba: CV, CV:, CVV, CVC, V e VC. Exceto por algumas formas pronominais, tanto V quanto VC são limitados a afixos. As únicas consoantes que ocorrem na posição final de palavra são oclusivas nasais 

### Harmonia vocálica
Foodo tem harmonia vocálica. Todas as vogais no raiz da palavra concordam em relação à sua qualidade do prefixo com raiz de língua avançada e a maioria dossufixos recebem seu recurso de raiz da língua avançada do núcleo da palavra. Há também alguns arredondamento por harmonia vocálica em substantivos, mas isso é mais restritivo e geralmente varia entre os falantes.

## Ortografia
A ortografia Foodo usa o alfabeto latino modificado, acrescentando vários caracteres para representar sons que não ocorrem em línguas europeias.
A escrita Foodo com acento agudo na primeira sílaba da palavra se essa sílaba for o tom H, e deixa todas as outras sílabas sem marcação e.g.á é ɛ́ í ɩ́ ó ɔ́ ú ʊ́ 
O alfabeto não apresenta as letras Q, R, X. Usam-se as formasGb, Kp, Ny e as letras Ɛ, Ŋ, Ŋm, Ɔ, Ʊ.

## Gramática

### Classes de substantivos
Foodo tem 10 classes de substantivos. A maioria dos substantivos consistem em um tronco da palavra com um prefixo ou sifixo de classe do substantivo. Mas é mais útil a classificação baseada em padões de concordância em vez de apenas na forma de um único afixo. Substantivos são agrupados em conjuntos diferentes que compartilham fenômenos comuns de concordância numa frase nominale em concordantes anafóricos fora da frase nominal. O tom em prefixo de classe de substantivo comporta de maneira semelhante a de outras línguas Guang] 

### Sintaxe
Foodo é uma linguagem cuja ordem de palavras é Sujeito–Verbo–Objeto (SVO). [Frases adverbiais são geralmente cláusulas finais. A ordem dos morfemas dentro de uma palavra verbal é: Sujeito – Anáfora – Clítico –marcador de [afirmativo e negativo|negativo]] - marcador de tempo/asprcto/modp (TAM) — verbo  -Radical  — Direcional.

### Amostra de texto
Tákayɩ jɩ́ gɛ́ anyɩm kácaa Fóodo dɔ. Ɩ saŋ jíŋaalɩ ɔkaanɔ (Eid al-Fitili) la jíŋaalɩ ɔŋlɛɛ (Eid al-Adha) tám nɩ́ ɩ jɩ́ ba nɛ́ɛ dá tákayɩ mʊʊ. Kádɩya bakʊ ( adawɔɔ báa anɩ la mʊ-síbi) la ɩ́ nyɛ la ɩ́ waá dám ŋ́ nɛ́ɛ sɔ́ ba dá tákayɩ mʊʊ  ource.
.
Tradução
A dança Foodo é uma dança executada por homens entre os Foodo. Esta dança é dançada principalmente para as duas principais festas Foodo, que são a festa no final do Ramadã (Aid el-Fitr) e a festa de Tabaski (Aid al-Adha). É uma dança que é feita por um grupo de pessoas (número par) para facilitar o ritmo e a cadência.